# دوكي هولمز (لاعب كرة قاعدة)
دوكي هولمز (بالإنجليزية: Ducky Holmes)‏ هو لاعب كرة قاعدة أمريكي، ولد في 28 يناير 1869 في دي موين في الولايات المتحدة، وتوفي في 6 أغسطس 1932 في ترورو في الولايات المتحدة.

## وصلات خارجية
- دوكي هولمز (لاعب كرة قاعدة) على موقعبيزبول رفرنس.كوم (الدوري الرئيسي) (الإنجليزية)